# Новочесноково
Новочесноко́во — село в Михайловском районе Амурской области, Россия.
Административный центр Новочесноковского сельсовета.

## География
Село Новочесноково стоит на правом берегу реки Куприяниха (левый приток Амура), вблизи российско-китайской границы.
Расстояние до Поярково (на запад) по автодороге — 30 км (через Шадрино и Красную Орловку).
От села Новочесноково на восток идёт дорога к селу Высокое, а на юг — к селу Куприяново.

## Население
| 2002 | 2010 | 2012 | 2013 | 2014 | 2015 | 2016 |
| ---- | ---- | ---- | ---- | ---- | ---- | ---- |
| 935  | ↘713 | ↘696 | ↘667 | ↘649 | ↘603 | ↘588 |
| 2017 | 2018 |      |      |      |      |      |
| ↘580 | ↘565 |      |      |      |      |      |